# Liten Ida (film)
Liten Ida är en norsk-svensk dramafilm från 1981 i regi av Laila Mikkelsen. I rollerna ses bland andra Sunniva Lindekleiv, Lise Fjeldstad och Arne Lindtner Næss.

## Om filmen
Inspelningen ägde rum 1980 i Norska Film A/S:s ateljéer samt i Brønnøysund och Oslo. Förlaga var romanen Liten Ida av Marit Paulsen från 1979, vilken omarbetades till filmmanus av Paulsen, Mikkelsen och Hans Welin. Fotograf var Welin och klippare Peter Falck. Filmen premiärvisades den 5 mars 1981 i norska Brønnøysund och Sverigepremiär hade den 1 mars 1982 på biograf Bostock i Stockholm.
Lindekleiv, Fjeldstad och Rønnaug Alten tilldelades en Guldbagge 1982 i kategorin "bästa skådespelerska".

## Handling
Filmen utspelar sig i Nordnorge 1944.

## Rollista (urval)
- Sunniva Lindekleiv – Ida, sju år
- Lise Fjeldstad – hennes mamma
- Arne Lindtner Næss – nya pappan, SS-officer
- Howard Halvorsen – Bjørn, Idas äldre bror
- Minken Fosheim – Helga, Idas storasyster
- Ellen Westerfjell	– Reija

### Fotnoter
1. 1 2 3 4  ”Liten Ida”. Svensk Filmdatabas. http://sfi.se/sv/svensk-filmdatabas/Item/?itemid=5932&type=MOVIE&iv=Basic&ref=/templates/SwedishFilmSearchResult.aspx?id%3d1225%26epslanguage%3dsv%26searchword%3dliten+ida%26type%3dMovieTitle%26match%3dBegin%26page%3d1%26prom%3dFalse. Läst 14 maj 2013.